# Estudiantes Tecos
Club de Futbol Estudiantes Tecos, eller bara Tecos, är en mexikansk fotbollsklubb. Tecolotes betyder Ugglorna på svenska. Klubben bildades år 1935, och hette först Universidad Autónoma de Guadalajara Tecos (UAG Tecos). 2009 bytte klubben namn till Club de Futbol Estudiantes Tecos.